# Bandeira da Organização dos Estados Americanos
A Bandeira da Organização dos Estados Americanos é um dos símbolos oficiais da OEA.

## História

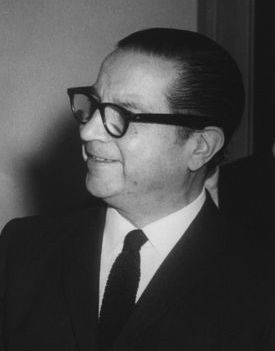
A bandeira foi usada pela primeira vez no mandato de José Antonio Mora (1956-1968)

A bandeira da Organização dos Estados Americanos foi usada pela primeira vez durante o mandato do Secretário-Geral José Antonio Mora (1956 - 1968). A bandeira foi encomendada à Annin & Co., Nova York, em abril de 1961. A cor escolhida para o fundo foi o azul royal: nem azul claro nem escuro. O uso da bandeira foi estabelecido de acordo com a tradição e prática seguida ao longo dos anos na Organização. Assim, só viria a ser oficializada em 1965.

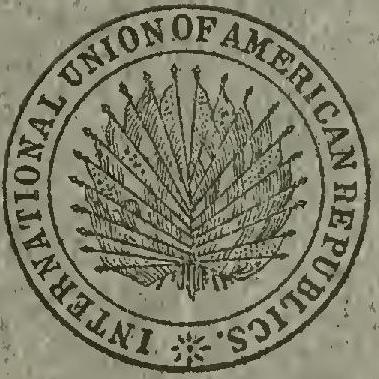
Emblema do pan-americanismo em 1909.

Cada vez que um novo estado-membo se junta à organização, a bandeira deste país é incorporada ao emblema e à bandeira. O projeto foi atualizado mais recentemente em 1991, quando Belize e Guiana tornaram-se membros da Organização.
Desse modo, a versão original, continha as bandeiras dos 21 Estados-membros fundadores, que reuniram-se em Bogotá, Colômbia, em 1948 para assinar a Carta da OEA: Argentina, Bolívia, Brasil, Chile, Colômbia, Costa Rica, Cuba, República Dominicana, Equador, El Salvador, Guatemala, Haiti, Honduras, México, Nicarágua, Panamá, Paraguai, Peru, Estados Unidos, Uruguai e Venezuela.
Posteriormente, com a adesão de Barbados e Trinidad e Tobago (1967), Jamaica (1969), Granada (1975), Suriname (1977), Dominica, Santa Lúcia (1979), Antígua e Barbuda (1981), São Vicente e Granadinas (1981), Bahamas (1982), São Cristóvão e Nevis (1984), Canadá (1990), Belize e Guiana (1991), novas versões do emblema e da bandeira foram criadas.

## Características
Seu desenho consiste em um retângulo de proporção largura-comprimento de 2:3 de fundo azul No centro do retângulo está no selo da Organização, que apresenta as bandeiras de todos os estados membros dispostas em arco com 10 mastros na parte inferior, emoldurados por um círculo branco.

## Simbolismo
O logotipo da Organização dos Estados Americanos é o elemento central da identidade institucional da organização. O selo da OEA representa seus 35 Estados membros por meio de suas bandeiras, dispostas em um arco com dez mastros na parte inferior e emoldurados por um círculo.
O logotipo também simboliza os desafios e oportunidades enfrentados pelas Américas. A imagem também reflete o papel da OEA em ajudar os Estados membros a atender às prioridades por meio do desenvolvimento de políticas integradas que incluam os quatro pilares da organização.

## Protocolo

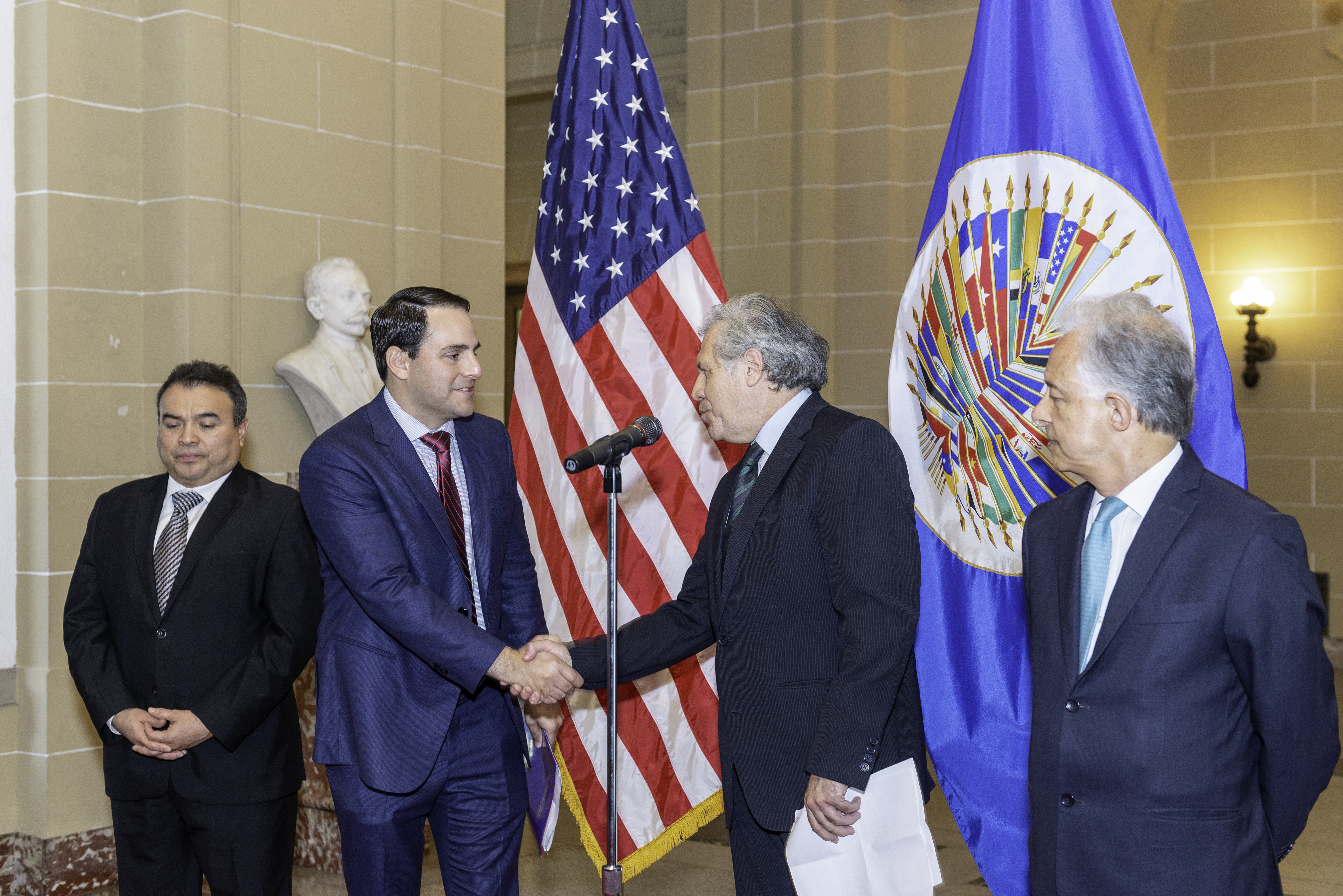
Embaixador americano apresenta suas credenciais ao secretário geral da OAS. Ao fundo, a bandeira dos estados Unidos e da OEA

A bandeira da OEA tem um protocolo definido no Memorando administrativo n.º 85 com o título de "Uso da Bandeira da Organização dos Estados Americanos e das bandeiras dos Estados-membros".
I. Decisão:
O Secretário-Geral decidiu que serão expedidas as seguintes instruções para o uso da bandeira da Organização dos Estados Americanos:
1. A bandeira da Organização dos Estados Americanos será hasteada no ponto mais alto de todos os edifícios e propriedades ocupados pela Organização. De acordo com a prática universal, deve ser elevado ao amanhecer e abaixado ao pôr do sol. Os escritórios da Secretaria-Geral nos Estados membros e as organizações especializadas da OEA seguirão a mesma prática da Sede.
2. As bandeiras dos Estados membros e da OEA deverão ser hasteadas no exterior do edifício que sirva de sede principal de qualquer conferência ou reunião da OEA realizada em nível ministerial fora da sede.
3. Durante as sessões da Assembléia Geral, as bandeiras dos Estados membros serão exibidas em ordem alfabética em espanhol, ou em ordem de precedência, seguidas da bandeira da OEA. Se o país anfitrião da Assembleia Geral desejar hastear a bandeira da OEA em local de destaque, ela deverá ser colocada no centro, imediatamente à direita da bandeira do país anfitrião. Estas duas bandeiras devem ser colocadas separadas das outras a uma distância igual a 150% da distância entre as outras bandeiras, sem interromper a ordem de colocação. Todas as bandeiras devem ser do mesmo tamanho. A bandeira do país anfitrião e a bandeira da OEA podem estar ligeiramente recuadas, mas não podem ser hasteadas mais alto que as outras.

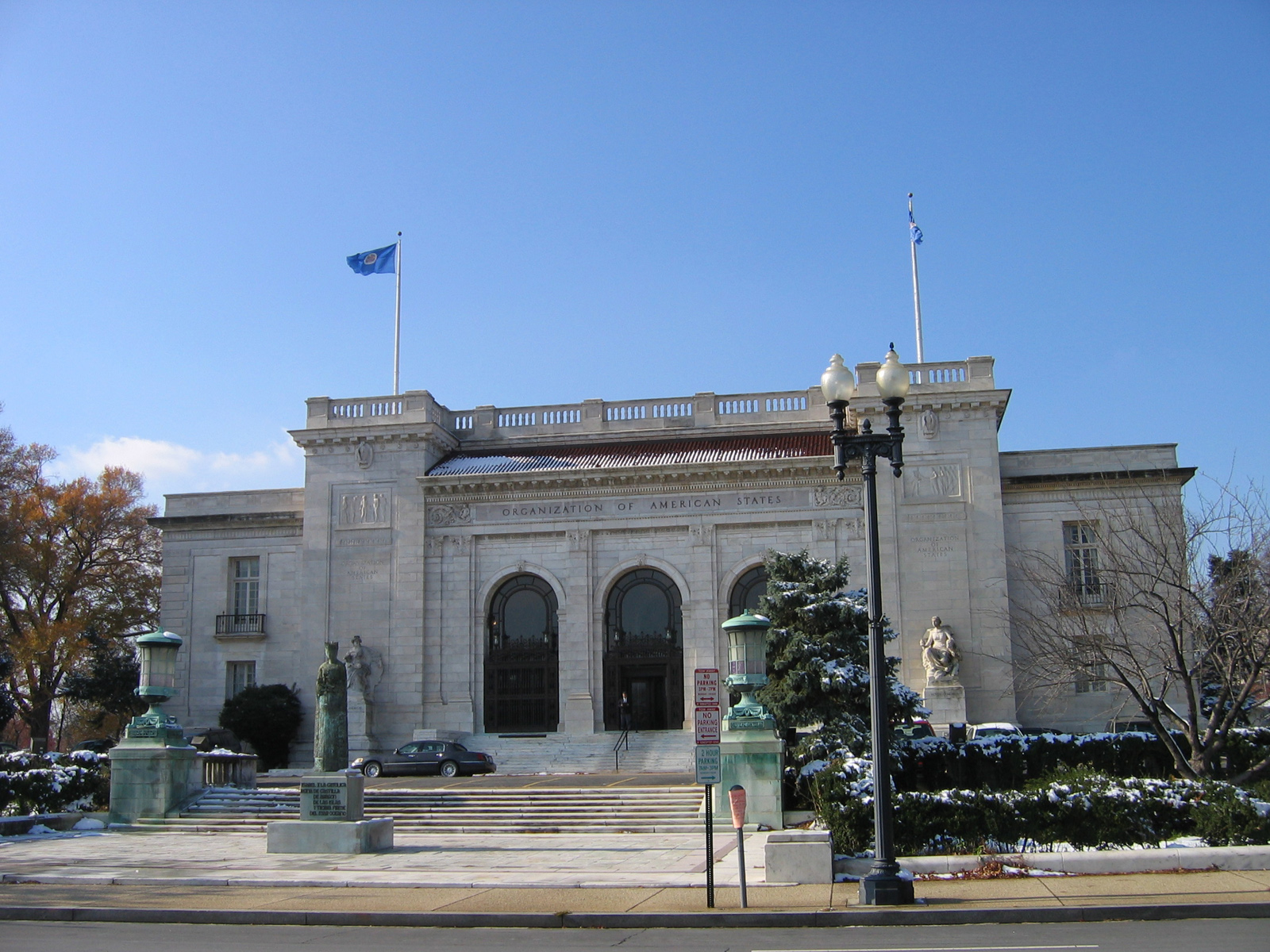
Bandeira hasteada no Edifício sede da OEA em Washington, D.C, Estados Unidos, em 2005

Quando colocadas em linha reta ou semicírculo, as bandeiras, vistas da esquerda para a direita de frente, devem ser dispostas em ordem alfabética em espanhol de acordo com os nomes dos países membros. Alternativamente, quando assim for decidido, as bandeiras serão arranjadas de acordo com a ordem de precedência dos Estados membros estabelecida por sorteio para a sessão da Assembléia Geral, conferência ou reunião em questão.
Em eventos organizados pelo país anfitrião da sessão, conferência ou reunião da Assembléia Geral, mas não patrocinados pela Organização dos Estados Americanos, pela Assembléia Geral ou pelo órgão que realiza a reunião, poderá ser observado o protocolo da bandeira estabelecido pelo país anfitrião.
4. Nas Reuniões de Consulta dos Ministros das Relações Exteriores e em outras conferências e reuniões da Organização, será aplicada a prática seguida nas sessões da Assembléia Geral.
5. Durante as visitas protocolares de Chefes de Estado e de Governo, Vice-Presidentes e Chanceleres, as bandeiras dos Estados membros serão hasteadas em frente ao Edifício Principal, dispostas em ordem alfabética em espanhol quando vistas da esquerda para a direita de frente. Todas as bandeiras devem ser do mesmo tamanho. As bandeiras também devem flanquear a escadaria esquerda do Edifício Principal (que o convidado de honra subirá) em ordem alfabética em espanhol, alternando na ordem do lado esquerdo e direito da escada, começando com o primeiro degrau.
Durante as saudações protocolares, a bandeira do oficial visitante será colocada no início da linha de recepção à esquerda, e a bandeira da OEA no final da linha.
6. No caso de visitas não protocolares, as bandeiras não devem ser afixadas nem à frente do Edifício Principal nem na escada.
7. Quando o Conselho Permanente se reunir, somente a bandeira da OEA será colocada à direita do tablado.
8. Nas cerimônias de assinatura de convenções, tratados, protocolos e acordos bilaterais, a bandeira da OEA será colocada à direita da bandeira do Estado membro que assina o instrumento. As bandeiras devem ser do mesmo tamanho e levantadas na mesma altura.
9. Nas atividades culturais co-patrocinadas pelos Estados membros e pela OEA, será hasteada a bandeira do Estado membro e, à sua direita, a bandeira da OEA.
10. Quando um chefe de estado ou governo de um país membro morrer, a bandeira da OEA será hasteada a meio mastro na sede e no escritório da Secretaria-Geral nesse país. A bandeira deve permanecer a meio mastro por um dia, que começa imediatamente quando a Organização toma conhecimento da morte do chefe de estado ou governo. Se, devido ao mau tempo, a bandeira não puder ser hasteada, ela será hasteada a meio mastro no dia do funeral. Uma bandeira que deve voar a meio mastro deve primeiro ser içada até o topo do mastro e depois baixada até meio mastro.
Quando a bandeira da Organização dos Estados Americanos cobre um caixão, ela não deve tocar o chão nem ser baixada com o caixão.
11. Um conjunto completo de bandeiras de todos os Estados membros será colocado permanentemente em forma de leque em cada extremidade do Salão das Américas, em ordem alfabética em espanhol, da esquerda para a direita. Eles serão colocados no centro das portas que conduzem do Salão das Américas à Sala Miranda e à Sala Colombo, exatamente na mesma altura.
Devem também ser expostos de forma permanente na entrada do Edifício Principal, divididos em dois semicírculos, dispostos em ordem semelhante.
12. Se um Estado membro desejar mostrar apoio à Organização dos Estados Americanos, poderá hastear a bandeira da OEA em ocasiões especiais, como feriados, ou em um evento oficial, se for realizado em homenagem à Organização.